# Opéra français

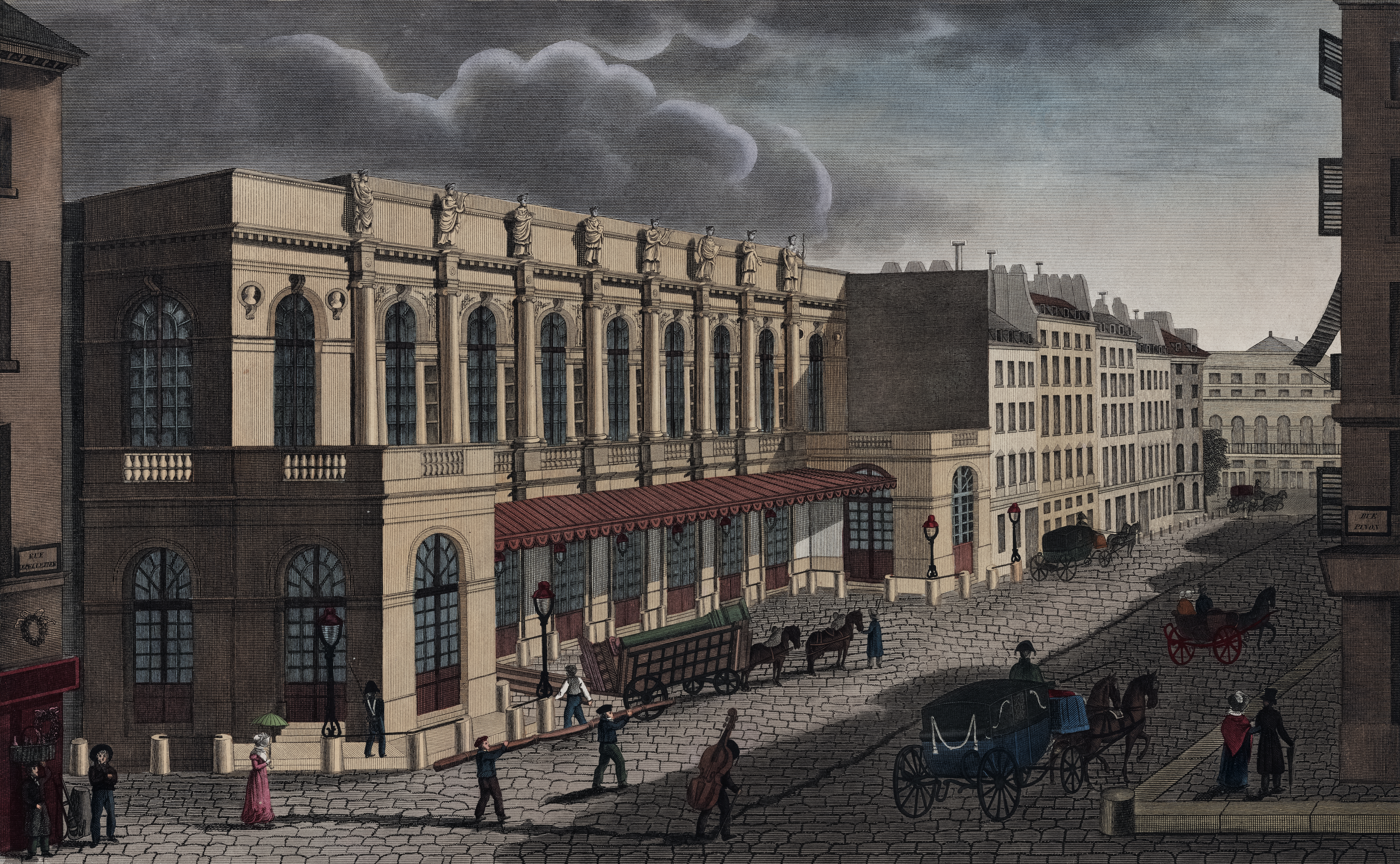
La salle Le Peletier, siège de l'Opéra de Paris au milieu du XIXe siècle.

L’opéra français est l’une des traditions opératiques les plus importantes en Europe. Il contient des œuvres de compositeurs de l'envergure de Rameau, Berlioz, Gounod, Bizet, Massenet, Debussy, Ravel, Poulenc et Messiaen. De nombreux compositeurs nés à l'étranger ont également joué un rôle important dans la tradition française, notamment Lully, Gluck, Salieri, Cherubini, Spontini, Meyerbeer, Rossini, Donizetti, Verdi ou Offenbach.
L'opéra français proprement dit commence à la cour de Louis XIV (au moment de l'âge d'or du théâtre) avec l'œuvre de Jean-Baptiste Lully, Cadmus et Hermione (1673), prototype de l'ancienne tragédie lyrique, bien que diverses expériences aient déjà eu lieu avec ce genre, notamment Pomone de Robert Cambert. Lully et son librettiste Quinault créent la tragédie en musique, genre musical dans lequel la musique de danse et l'écriture chorale sont particulièrement importants. La tragédie lyrique française connaît son heure de gloire aux XVIIe et XVIIIe siècles avec le trio Lully-Rameau-Gluck. Au milieu du XVIIIe siècle, un autre genre gagne en popularité en France, l'opéra-comique, dans lequel les airs alternent avec le dialogue parléDans les années 1820, l’influence gluckienne en France cède la place aux opéras de Rossini dont le Guillaume Tell contribue à la fondation d'un nouveau genre, le Grand opéra, une forme dont le représentant le plus célèbre est Giacomo Meyerbeer. Un opéra comique plus léger connaît également un succès retentissant aux mains de Boïeldieu, Auber, Hérold et Adam. Cet opéra fait l'objet de sarcasmes d'artistes romantiques comme Hector Berlioz qui est tenu à l'écart de la gloire officielle française.
Dans la seconde moitié du XIXe siècle, Jacques Offenbach fait florès sur les scènes lyriques du monde entier avec un nouveau genre, l'opérette. Cette période est également marquée par l'opéra-comique Carmen de Georges Bizet, œuvre opératique la plus jouée et la plus célèbre dans le monde. Au XXe siècle, l'opéra français est de plus en plus varié et individualisé. Quelques rares chefs-d'œuvre durables se distinguent tels que Pelléas et Mélisande de Debussy en 1902, les ouvrages atypiques de Ravel et de Poulenc, et plus récemment Saint François d'Assise de Messiaen en 1983.

## Naissance de l'opéra français

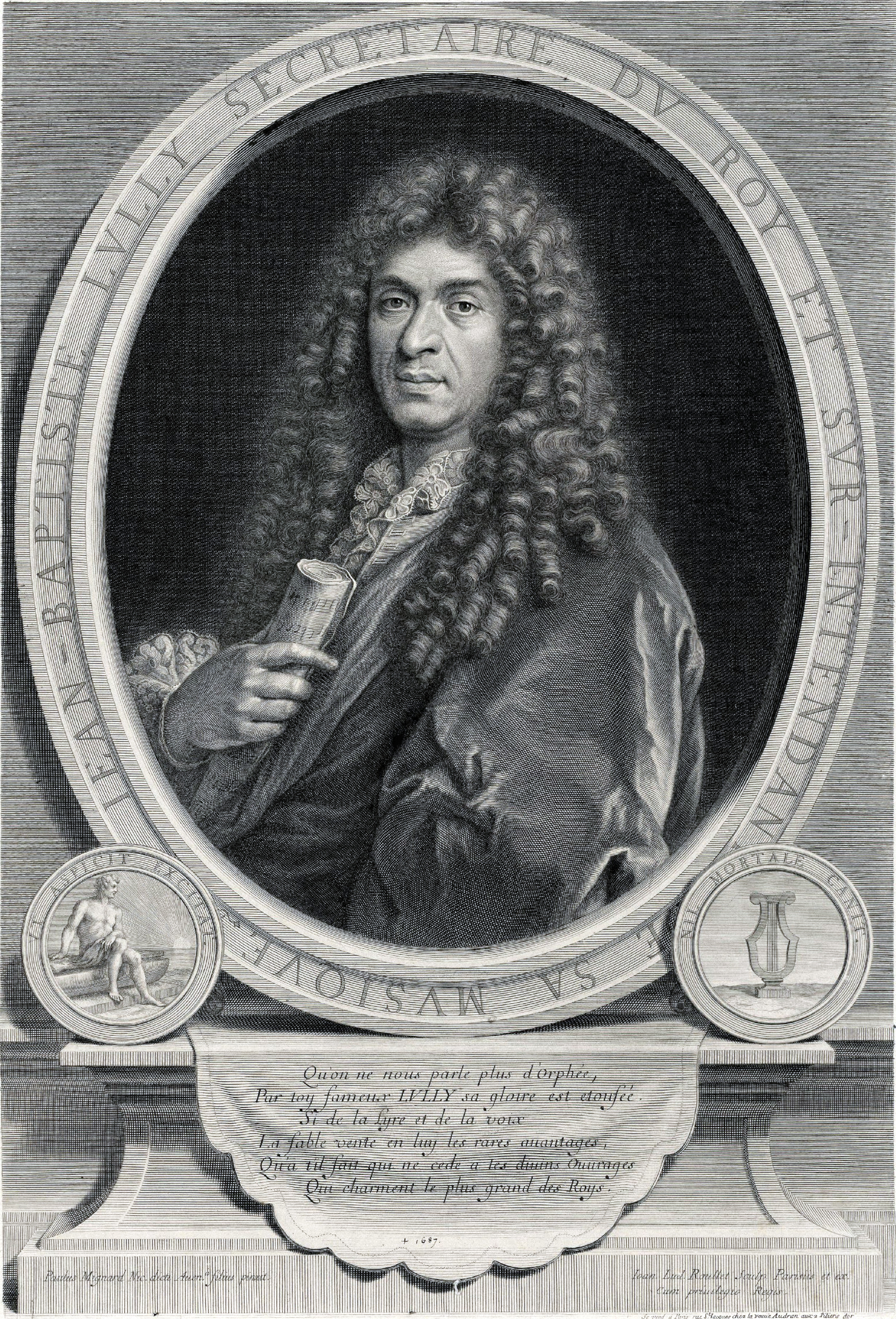
Un portrait de Jean-Baptiste Lully.

Les prémices de l'opéra viennent de Marie de Médicis qui concilie ballet de cour français et fastes florentins. Puis les premiers opéras présentés en France vont venir d'Italie, à l'instigation du principal ministre d'État de Louis XIV, Mazarin, qui souhaite faire de Paris une sorte de greffe de la Rome d'Urbain VIII et de la famille Barberini dont il a été l'intendant, cette dernière ayant exercé un mécénat dans les différents domaines de l’art (dont la musique et le théâtre musical) afin de célébrer son pouvoir politique. Le 14 décembre 1645 (trois mois avant l'arrivée de Lully à Paris), Mazarin ouvre la porte à l'opéra italien en faisant donner au Petit-Bourbon La finta pazza de Francesco Sacrati. Malgré les efforts du cardinal « pour italianiser le milieu musical français, les opéras italiens donnés entre 1645 et 1662 ont été soumis à des réadaptations orientées vers une francisation, de nature artistique ou politique, au moment d’être présentés au public de la cour ». Le ballet de cour qui trouvait un concurrent dans l'opéra italien, fusionne avec lui « pour célébrer le jeune roi et son proche entourage » et faire oublier que ce nouveau genre vient d’outre-monts. La décision du roi de ne plus danser coïncide à quelques mois près avec celle d'accorder au poète Pierre Perrin, par lettres patentes du 28 juin 1669, l'autorisation de fonder une Académie d'opéra. Le 3 mars 1671, Pomone, l'opéra pastorale composé par Robert Cambert sur un livret de Perrin, est créé sous l'égide de cette Académie mais est un échec. Lully, nommé ultérieurement surintendant de la musique royale, bénéficie d'une situation de monopole et fonde, en 1672, l’Académie royale de musique, devenue aujourd’hui l’Opéra de Paris. Ce n'est qu'avec le succès de la tragédie lyrique de Lully, Cadmus et Hermione présentée en 1673, que naît le premier opéra « à la française ».

## L'âge classique
Au début du XVIIe siècle, le style napolitain s’établit dans pratiquement toute l’Europe, sauf en France où Jean-Baptiste Lully développe la tragédie lyrique. Le compositeur crée également un type d’ouverture, l’ouverture à la française. Alceste (1674), Atys (1676), Roland (1685), Armide (1686), Acis et Galatée (1686) restent ses chefs-d’œuvre.
L'essor européen du genre italien au XVIIIe siècle se traduit par le développement de l'opera seria qui s'impose à Londres avec Haendel ou à Vienne avec le librettiste Métastase mais le prestige de la tragédie lyrique française exerce aussi une grande influence en Europe. La figure centrale de l'opéra français entre Lully et la Révolution est Rameau qui illustre aussi bien la tragédie lyrique que l'opéra-ballet. Une controverse esthétique secoue le monde musical parisien à partir de 1733, la querelle des Lullystes et des Ramistes qui oppose les défenseurs des traditions de l'Académie royale de musique, fidèles à l'esthétique de Jean-Baptiste Lully, et considérant le style de Rameau comme trop « italien », aux partisans de celui-ci, éblouis par son génie et reconnaissant la richesse et la complexité de cette nouvelle musique. Morin (créateur de la cantate française, Bernier, Marc-Antoine Charpentier et André Campra y enrichissent à leur tour l’héritage de Lully, et, portés par l'italianisme ambiant, assimilent des éléments italiens (décors de scène, arias). Après la mort de Rameau en 1764, s'ouvre une période pendant laquelle sont repris les livrets écrits par Quinault pour Lully et viennent s'installer à Paris de prestigieux compositeurs étrangers comme Gluck, Piccinni, Salieri, Sacchini ou Jean-Chrétien Bach, surnommé le Bach de Londres.

## Le romantisme

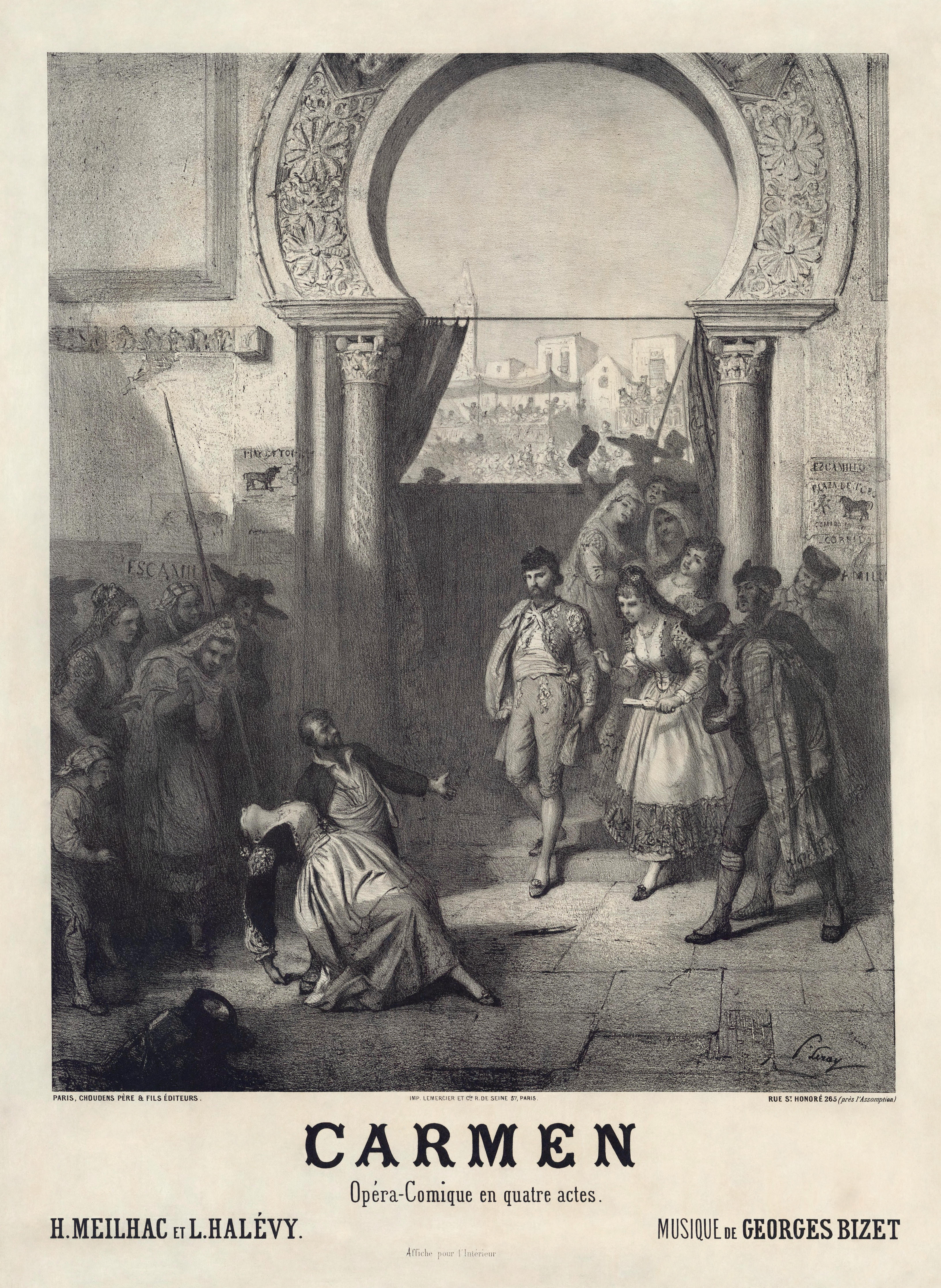
Carmen, le plus célèbre opéra français

Au cours du XIXe siècle, le romantisme se développe en France, en Allemagne et en Italie, et gagne l’opéra. Paris est alors le berceau du « grand opéra », combinaison de spectacle à grands effets, d’actions, de ballets et de musique. La domination politique et économique de la France pendant la majeure partie du XIXème siècle fait de Paris une « plaque tournante », attirant des artistes de l’Europe tout entière. Donc la plupart des opéras de ce style sont écrits par des compositeurs étrangers installés en France : La Vestale (1807) de Gaspare Spontini et Lodoïska (1791) de Luigi Cherubini, tous deux Italiens, ainsi que Masaniello, ou La Muette de Portici (1828), de Daniel-François-Esprit Auber (1782-1871). Ce style atteint son apogée dans les œuvres fluides du compositeur Giacomo Meyerbeer, comme Robert le Diable (1831) et Les Huguenots (1836). Faust (1859), de Charles Gounod, est l’un des opéras français les plus populaires du milieu du XIXe siècle et il est toujours très présent à l'affiche au XXe siècle.

## La fin duXIXesiècle
Le compositeur français le plus productif de la dernière partie du XIXe siècle est Jules Massenet, auteur notamment de Manon (1884), Werther (1892) et Thaïs (1894). Les autres œuvres caractéristiques de la période sont Mignon (1866) d’Ambroise Thomas, Carmen de Bizet (1875), œuvre opératique la plus jouée et la plus célèbre dans le monde, Samson et Dalila (1877) de Camille Saint-Saëns et Lakmé (1883) de Léo Delibes. On peut aussi parler du travail de Jacques Offenbach (auteur des Contes d'Hoffmann), compositeur parisien né en Allemagne qui s’imposa comme le maître de l’opéra-comique français du XIXe siècle, appelé opéra bouffe. En 1900, Gustave Charpentier composa Louise, opéra réaliste d’un style très différent, mettant en scène des ouvriers de Paris.

## LeXXesiècle

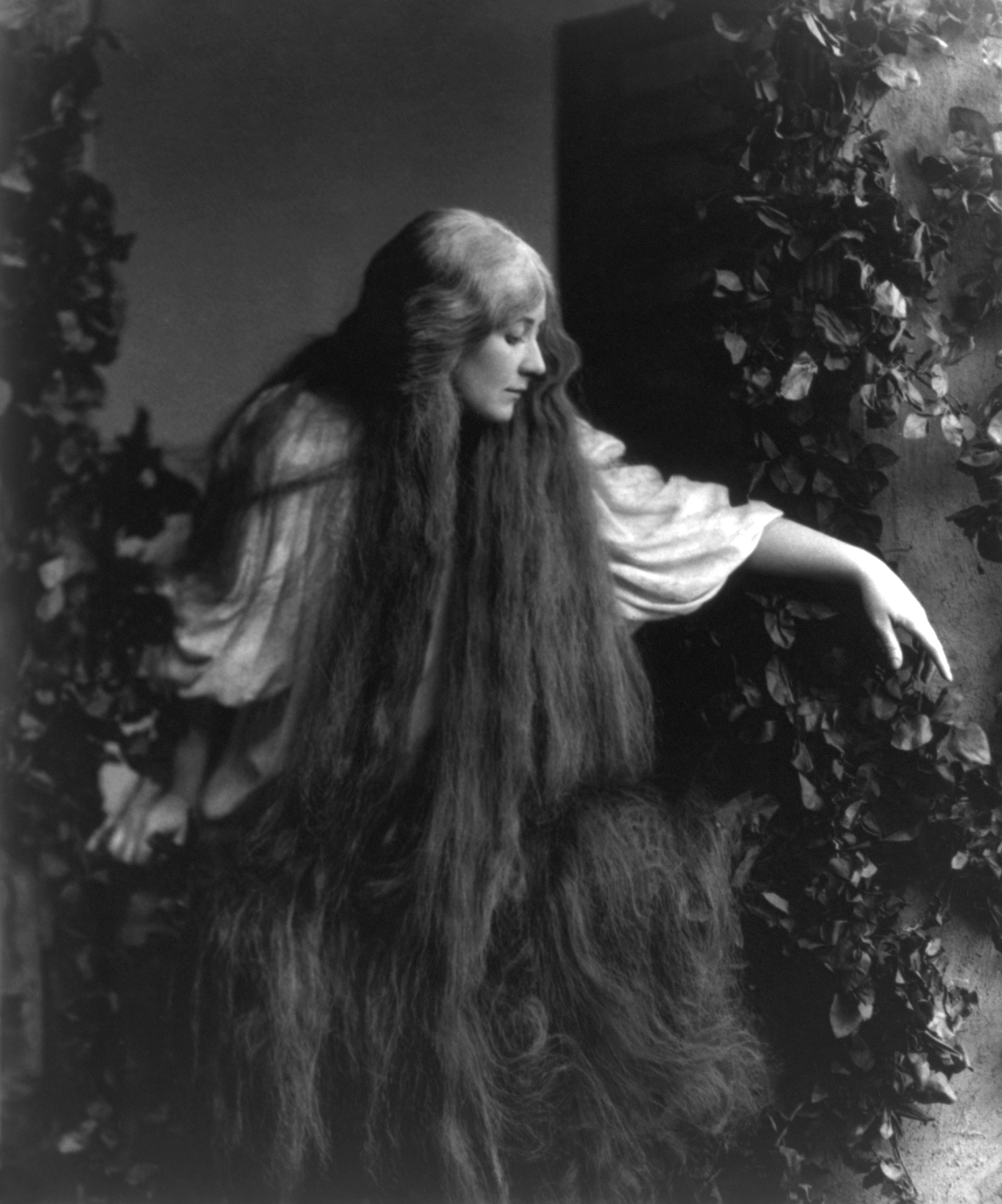
Mary Garden dans Pelléas et Mélisande de Debussy

Au tout début du XXe siècle, Claude Debussy renouvelle le genre de l’opéra avec Pelléas et Mélisande (1902).
Parmi les autres compositeurs notables on peut noter Maurice Ravel (L'Heure espagnole, L'Enfant et les Sortilèges), Paul Dukas (Ariane et Barbe-Bleue), Albert Roussel, Darius Milhaud (La Mère coupable), Arthur Honegger (Antigone) et Francis Poulenc (Dialogues des Carmélites).
Pour la période contemporaine on peut retenir le long drame sacré Saint François d'Assise (1983) d'Olivier Messiaen.